# أنس الزروري
أنس الزروري (مواليد 7 نوفمبر 2000) هو لاعب كرة قدم مغربي، يشغل مركز جناح مع نادي لانس الفرنسى، والمنتخب المغربي.

## مسيرته

### مع الأندية
في 1 فبراير 2021، انضم الزروري إلى نادي رويال شارلروا في الدوري البلجيكي الممتاز، في صفقة لمدة عامين ونصف، وعاد على سبيل الإعارة إلى لوميل يونايتد حتى نهاية الموسم.
في 30 أغسطس 2022، وقع الزروري لنادي بيرنلي في دوري البطولة الإنجليزية مقابل رسوم غير معلنة على صفقة مدتها أربع سنوات. سجل هدفه الأول مع بيرنلي على سوانزي سيتي في 15 أكتوبر 2022.

### المسار الدولي
ولد الزروري في بلجيكا، وهو من أصل مغربي. سبق له تمثيل المنتخب البلجيكي في فئة تحت 21 عامًا. في 16 نوفمبر 2022، تمت دعوة الزروري رسميًا للانضمام إلى المنتخب المغربي، المُشارك في كأس العالم 2022 في قطر. تم استدعاؤه ليحل محل أمين حاريت، الذي تعرض لإصابة قبل أسبوع واحد من انطلاق المونديال.

## الإنجازات
بيرنلي
- دوري البطولة الإنجليزية : 2023[13]

## روابط خارجية
- أنس الزروري على موقع الاتحاد البلجيكي (الإنجليزية)
- أنس الزروري على موقع قاعدة بيانات كرة القدم.إي يو (الإنجليزية)
- أنس الزروري على موقع ليكيب (الفرنسية)
- أنس الزروري على موقع ناشيونال فوتبول تيمز (الإنجليزية)
- أنس الزروري على موقع Soccerbase.com (لاعب) (الإنجليزية)
- أنس الزروري على موقع Soccerway.com (الإنجليزية)
- أنس الزروري على موقع عالم كرة القدم.نت (الإنجليزية)
- أنس الزروري على موقع كووورة